# Museu de Arte Contemporânea do Paraná
O Museu de Arte Contemporânea do Paraná (MAC/PR) é uma entidade mantida pelo governo do Paraná, que tem em seu acervo pinturas, esculturas, desenhos, gravuras e outros tipos de obras de diversos artistas brasileiros, em especial de artistas paranaenses.

## O Museu
Foi inaugurado em 1970 e desde 1974 está situado em um antigo prédio público no Centro de Curitiba, tombado pelo patrimônio histórico, cuja construção data de 1928. Além de manter o acervo de mais de 1.300 obras, o museu tem a missão de promover a criação de arte contemporânea e realizar atividades de intercâmbio artístico com entidades nacionais e estrangeiras.

## Salão Paranaense
O evento mais tradicional promovido pelo museu é o Salão Paranaense, a única exposição do gênero que se manteve ininterrupta no Brasil, além de ser a mais antiga.

## Acervo
Entre as obras do acervo, destacam-se as de Poty Lazzarotto, Juarez Machado, Raul Cruz, Arcangelo Ianelli, Burle Marx e Tomie Ohtake.